# Asaccus nasrullahi
Asaccus nasrullahi (листопалий гекон Насрулли) — вид геконоподібних ящірок родини Phyllodactylidae. Ендемік Ірану. Вид названий на честь іранського герпетолога Насрулли Растегара-Пуяні.

## Поширення і екологія
Листопалі гекони Насрулли відомі з типової місцевості в горах Загрос, в остані Лурестан, на висоті 600 м над рівнем моря. Вони живуть в гірській місцевості, порослій ксеровільним дубовим лісом, основу якого складають Quercus brantii, серед валунів.